# Vați (Mîkilske), Poltava
Vați (în ucraineană Ваці) este un sat în comuna Mîkilske din raionul Poltava, regiunea Poltava, Ucraina.

## Demografie
Componența lingvistică a localității Vați
     Ucraineană (96,73%)
     Rusă (3,07%)
     Alte limbi (0,2%)
Conform recensământului din 2001, majoritatea populației localității Vați era vorbitoare de ucraineană (96,73%), existând în minoritate și vorbitori de rusă (3,07%).